# Regine Olsen
Regine Olsen (født 23. januar 1822, død 18. marts 1904) var en dansk kvinde, datter af etatsråd Terkild Olsen (1784-1849) og hustru Regina Frederikke Malling (1778-1856).

## Forlovelsen med Søren Kierkegaard
Regine Olsen huskes hovedsagelig for at have været forlovet med filosoffen og teologen Søren Kierkegaard fra september 1840 til oktober 1841. De mødte hinanden i maj 1837, da hun var 15 år og han 24, hos enkefru Cathrine Rørdam på Frederiksberg, hvor Kierkegaard ofte kom på besøg. Hverken hendes far, vennen teologen Emil Boesen eller storebroderen, Peter Christian Kierkegaard, kunne få Søren fra at bryde forlovelsen. Hun blev bestyrtet over bruddet, truede på et tidspunkt med at tage sit liv, hvis ikke han tog hende tilbage, og det lykkedes hende et par måneder at få Søren til at ombestemme sig. Efter bruddet passerede de ofte hinanden under spadsereture ved søerne, men uden at tale sammen.

## Ægteskabet med Johan Frederik Schlegel
Hun blev i 3. november 1847 gift med Johan Frederik (Fritz) Schlegel efter fire års forlovelse. De havde kendt hinanden før hun traf Kierkegaard, idet Schlegel havde været hendes lærer. Forholdet er beskrevet som stabilt og lykkeligt. De kunne for eksempel læse højt for hinanden af Kierkegaards værker. I marts 1855 rejste hun med Schlegel til de Dansk-Vestindiske øer, hvor han var blevet guvernør. Før afrejsen sørgede Regine for at møde Søren og få sagt: "Gud velsigne dig - gid det maa gaa dig godt!"  Opholdet på de Dansk-Vestindiske øer varede til 1860, da de vendte tilbage til København. Hun blev enke i 1896 og døde af influenza 82 år gammel i sit hjem på Frederiksberg, hvor hun boede sammen med sin ældre bror efter sin mands død. Efter Schlegels død gav hun flere samtaler med forskellige biografer blandt andet Georg Brandes og bibliotekar Raphael Meyer. Meyer offentliggjorde i 1904 hendes beretning om forlovelsen under titlen Kierkegaardske papirer. Hun ligger begravet på Assistens kirkegård i København. Hun fik ingen børn .

## Korrespondancen med søsteren Cornelia
Ifølge forskningslektor Joakim Garff i hans biografi om Kierkegaard er "forholdet mellem de to elskende en af verdenslitteraturens store kærlighedshistorier - en historie om to mennesker, der evigt hører sammen fordi de ikke fik hinanden i virkeligheden". I den meget omfattende korrespondance fra Regine til sin søster Cornelia hentyder ingen af brevene til hendes ungdomsforelskelse.